# روبرت تي أيه اينيس
روبرت تي أيه اينيس (بالإنجليزية: Robert T. A. Innes )‏ (و. 1861 – 1933 م) هو عالم فلك من المملكة المتحدة . ولد في إدنبرة .
توفي في لندن، عن عمر يناهز 72 عاماً.